# Malebo
La palude di Malebo, in precedenza nota come palude di Stanley (in onore di Henry Morton Stanley), è un vasto bacino d'acqua che si forma nella parte finale del fiume Congo. È lungo 35 km e largo 23 km, al suo interno vi è l'isola di Bamu. Le due capitali della Repubblica Democratica del Congo, Kinshasa e della Repubblica del Congo, Brazzaville, si trovano sulle rive opposte della palude.
Malebo segna la fine della parte navigabile del Congo, a sud di Malebo il livello del fiume scende di centinaia di metri attraverso una serie di rapide conosciute col nome di cascate Livingstone.